# Myślin
Myślin (dawn. Myślin-Wątróbki) – wieś w Polsce położona w województwie mazowieckim, w powiecie żuromińskim, w gminie Bieżuń. Ma status sołectwa. Leży nad rzeką Wkrą. Gniazdo rodowe szlacheckiej rodziny Myślińskich herbu Jastrzębiec.
Wierni Kościoła rzymskokatolickiego należą do parafii św. Stanisława Biskupa Męczennika w Bieżuniu.
W latach 1975–1998 miejscowość administracyjnie należała do województwa ciechanowskiego.